# Sint-Jozefinstituut (Wetteren)
Sint-Jozefinstituut is een school in de Belgische plaats Wetteren. Het gebouw staat aan de Wegvoeringstraat aan de noordoostzijde van de kern.

## Geschiedenis
In 1822 werd er hier een jachtslot gebouwd in opdracht van de toenmalige burgemeester Charles Hippolyte Vilain XIIII.
In 1849 werd het jachtslot volledig verbouwd naar het ontwerp van architect Louis Minard.
Sinds 1853 was het naburige terrein in gebruik als klooster, ziekenhuis en internaat van de zusters Apostolinnen van de Heilige Jozef.
In 1901 werd het gebouw eigendom van de Franse congregatie Les Dames Du Sacré Coeur die er een meisjesinternaat oprichtte. Tevens werd het kasteel met een vleugel uitgebreid. 
In 1927 vertrok de congregatie Les Dames Du Sacré Coeur en kwam het terrein in handen van de zusters Apostolinnen van de Heilige Jozef.
In 1934 werd architect Adriaan Bressers aangetrokken om het complex tot één geheel te maken en uit te breiden. Daarbij werd een groot deel gesloopt en wat er overbleef werd vastgebouwd aan een nieuw gebouw dat in een soort art-decostijl was opgetrokken.

## Complex
Het complex bestaat uit een kasteel in het oosten, vastgebouwd aan een gebouw met diverse vleugels. De kern van het gebouw is een rijk versierde kapel. Daarnaast staat aan de westzijde van de kapel een imposante bakstenen klokkentoren, de trap- en horlogetoren.